# Volkspolizei-Bereitschaften (Struktur)
Eine Volkspolizei-Bereitschaft (kurz: VPB), auch VP-Bereitschaft, war Teil der Kasernierten Einheiten des Ministeriums des Innern. Im Ministerium des Innern (MdI) der DDR unterstanden sie dem Stellvertreter des Ministers Bereitschaften/Kampfgruppen. Innerhalb der Bewaffneten Organe der DDR gehörten sie zum territorialen Bereich der Landesverteidigung der DDR. Oft kommt es zu Verwechselungen mit den VP-Bereitschaften der Kasernierten Volkspolizei, der militärischen Vorläuferorganisation der Landstreitkräfte der Nationalen Volksarmee.
Die Struktur einer Volkspolizei-Bereitschaft ab ca. den 1970er Jahren wird im nachfolgenden Teil beschrieben.Anmerkung

## Führungsorgan1
Es bestand aus dem Kommandeur (vergleichbar OF-5), seinen Stellvertretern (Stv. OF-4) und den (Fach-)Offizieren (OF-3):
- Stellvertreter des Kommandeurs und Stabschef (mit nachgeordnetem Stab)
- Stellvertreter des Kommandeurs für Politische Arbeit (mit nachgeordnetem Politorgan)
- Stellvertreter des Kommandeurs für Versorgung (mit nachgeordnetem Versorgungsdienst)
- Stellvertreter des Kommandeurs für Ausbildung
- Offizier für Kader (ihm unterstellt der Unterführer für Auffüllung und ab 1985 bei VP-Bereitschaften mit Unterführerausbildung ihm unterstellt der Unterführer für Org/Auffüllung)
- Offizier Planung
- Offizier Finanzen

Selbstständige
- Parteisekretär (SED)
- FDJ-Sekretär (FDJ)
- Bis zu zwei für die jeweilige VPB zuständige Abwehroffiziere des MfS. Diesen waren sowohl der Kommandeur als auch die Stellvertreter nicht weisungsberechtigt, sie waren jedoch zumeist in speziell gesicherten Räumlichkeiten im Stabsbereich untergebracht.

## Politorgan
Stellvertreter des Kommandeurs für Politische Arbeit
- Offizier für Propaganda (Stellvertreter)
- Offizier für kulturelle Massenarbeit
- Bibliothekar
- Wiedergabetechniker (zugleich Kraftfahrer des Lautsprecherkraftwagens)

## Stab
Stellvertreter des Kommandeurs und Stabschef
| Funktion während der Ständigen Einsatzbereitschaft 2 | Funktion ab Erhöhte Einsatzbereitschaft (EE)                             |
| ---------------------------------------------------- | ------------------------------------------------------------------------ |
| Offizier für Planung                                 | Offizier Planung                                                         |
| Offizier für Einsatz/Ausbildung                      | Offizier Aufklärung                                                      |
| Offizier für Artillerie- und Schießausbildung        | Offizier Artillerie                                                      |
| Offizier chemischer Dienst                           | Offizier Kern-, chemische und biologische Waffenabwehr                   |
| Offizier Pionierdienst                               | Offizier Pionierdienst                                                   |
| Offizier für Körperertüchtigung                      | Verbindungsoffizier C-BDVP                                               |
| Offizier für Nachrichten (im Sinne Fernmelde, IT)    | Offizier Nachrichten (VS-Stelle, SND (Spezialnachrichten/Kryptographie)) |
| Oberfahrlehrer                                       | Kraftfahrer                                                              |

Ein alarmierter Bereitschaftszug (1:3:24=28) hatte die Kaserne innerhalb von 10 Minuten, vollständig bewaffnet und ausgestattet mit Munition, verlassen zu haben.

## Versorgungsdienste
Stellvertreter des Kommandeurs für Versorgung
| Offizier Organisation/Einsatz                | (Stellvertreter)                      |
| Offizier Quartiernutzung/Versorgung          | Intendantur                           |
| Feldscher (Garnison: zusätzlich Truppenarzt) | Med.-punkt mit Sankra                 |
| Offizier Kraftfahrzeugwesen                  | Werkstatt, Tanklager, Ersatzteillager |
| Offizier für Bewaffnung                      | Waffenwerkstatt, Feuerwerker          |
| Offizier für Verpflegung                     | Küche, Einkauf                        |
| Offizier für Bekleidung/Ausrüstung           | B/A-Kammer                            |

## Einheiten
| 1. Kompanie | Schützenkompanie       | auf Mannschaftstransportwagen (MTW)              |
| 2. Kompanie | Schützenkompanie       | auf Mannschaftstransportwagen (MTW)              |
| 3. Kompanie | Mechanisierte Kompanie | auf Schützenpanzerwagen PSH (Herkunft Ungarn)    |
| 4. Kompanie | Artilleriekompanie     | Panzer- u. Luftabwehr, Granatwerfer              |
| 5. Kompanie | Stabskompanie          | Einsatzunterstützung, Versorgung, Aufklärungszug |

Als Mannschaftstransportwagen wurden 2 × Robur LO 1800A, später Robur LO 2002A oder 1 × IFA W50 L/A, W 50 LA/A oder W 50 LA/A-1 genutzt, innerhalb der Kompanien meistens typenrein.

### Schützenkompanie
| Kompaniechef                                  | persönliches Kfz UAZ-469 |
| Stv. KC für polit. Arbeit                     | |
| Innendienstleiter (Spieß), mit Kompanie-Trupp | Schreiber, Waffenwart, Schirrmeister/Fahrlehrer, Funktruppführer, Kp.-Sanitäter, Koch und Fourier 2 Lkw IFA W-50 für Munition und Verpflegung, Anhänger für Munition, Feldküche, Trinkwasser im Wassertransportanhänger (WTA-1000), 2 Kräder |
| Zugführer 1. Zug                              | je drei Gruppen (0:1:8),bis 1973 0:1:9 =10 auf MTW einschl. sMG-Trupp mit 7,62-mm PK bis 1985, danach automatischer 30-mm-Granatwerfer AGS-17 Plamja                                                                                         |
| Zugführer 2. Zug                              | je drei Gruppen (0:1:8), auf MTW |
| Zugführer 3. Zug                              | je drei Gruppen (0:1:8), auf MTW |

Eine nichtstrukturmäßige Aufklärungsgruppe wurde nur im 3. Zug der 1. Kompanie vorgehalten.

#### Bewaffnung und Ausrüstung
im Kampfeinsatz: Felddienstanzug mit dunkelgrünen Schulterstücken, Stahlhelm, Maschinenpistole K, je Gruppe ein leichtes MG K, je Gruppe eine Panzerbüchse RPG-7, Zugführer und Schütze 1 RPG-7, hier als Zusatzbewaffnung, 9-mm-Pistole Makarow, weiterhin Truppenschutzmaske, Schutzumhang, ab 1975 Schutzbekleidungsanzug zweiteilig (SBA-2),Feldspaten und Sturmgepäck Teil 1 mit aufgeschnallter Zeltplane (Kochgeschirr, Eiserne Ration, Wasch- und Rasierzeug, Pullover). Das Teil 2, mit aufgeschnallter Decke (Polizeiuniform, Unterwäsche lang), wurde auf besonderen Befehl mitgeführt.im Ordnungs- und Sicherungseinsatz: Polizeiuniform, Pistole Makarow 9 mm, Schlagstock, Handfessel, Führungskette, MPi K als Abschussgerät für Reizwurfkörper.
zusätzlich: Doppelglas, je Zug 1 Funkgerät R-108 mit Leistungsverstärker UM-2, je Gruppe 1 UKW-Funkgerät R-126 bzw. UFT-721, später UFT-771, im Zug Leuchtpistole, später ersetzt durch Handleuchtzeichen, 1 Nachtsichtgerät NSPU für Nutzung auf lMG.

### Mechanisierte Kompanie
| Kompaniechef                      | 10 SPW PSH mit einem 14,5-mm-sMG Wladimirow KPWT und einem 7,62-mm-sMG Kalaschnikow PKT bis 1975: 9 SPW BTR-152 und 1 SPW BTR-40 |
| Stv. KC für polit. Arbeit         | |
| Innendienstleiter, Kompanie-Trupp | Schreiber, Waffenwart, Schirrmeister/Fahrlehrer, Funktruppführer, Kp.-Sanitäter, Koch und Fourier 2 Lkw IFA W-50 für Munition und Verpflegung, Anhänger für Munition, Feldküche, Trinkwasser im Wassertransportanhänger (WTA-1000), 1 Krad |
| 1. Zug (2:3:21 =27) 4             | je drei Gruppen (0:1:7) je Gruppe ein SPW PSH, sowie ein MTW pro Zug |
| 2. Zug                            | je drei Gruppen (0:1:7) je Gruppe ein SPW PSH, sowie ein MTW pro Zug |
| 3. Zug                            | je drei Gruppen (0:1:7) je Gruppe ein SPW PSH, sowie ein MTW pro Zug |

### Artilleriekompanie
| Kompaniechef                      | UAZ-469 |
| Stv. KC für polit. Arbeit         | |
| Innendienstleiter, Kompanie-Trupp | Schreiber, Waffenwart, Schirrmeister/Fahrlehrer, Funktruppführer, Kp.-Sanitäter, Koch und Fourier 2 Lkw IFA W-50 für Munition und Verpflegung, Anhänger für Munition, Feldküche, Trinkwasser im Wassertransportanhänger (WTA-1000), 1 Krad |
| 1. Zug Granatwerfer-Zug           | 4 × 82-mm-Granatwerfer M43 verlastet auf Lkw Robur LO 2002A Stärke je Bedienung 1:3 plus Kraftfahrer |
| 2. Zug Flak-Zug                   | 2 × 23-mm-Flak ZU-23-2 gezogen mit Lkw Robur LO 2002A Stärke je Bedienung 1:4 + Kraftfahrer |
| 3. Zug Panzerabwehr-Zug           | 4 × Schwere Panzerbüchse SPG-9 verlastet auf Robur LO 2002A, Stärke 1:4 + Kraftfahrer |
| 4. Zug Panzerabwehr-Zug           | 4 × SPG-9 und 1 × 7,62-mm-sMG PKS auf UAS-469B Speziallaffette |

Der 4. Zug der 4. Kompanie wurde beginnend ab Oktober 1978 in festgelegten Bereitschaften aufgestellt und bis November 1982 abgeschlossen.

### Stabskompanie
| 1. Allgemeine Aufklärungsgruppe               |
| 2. Gruppe Kernstrahlungs- u. chem. Aufklärung |
| 3. Regulierungsgruppe                         |
| 4. Regulierungsgruppe                         |

| 3 SPW PSH, Dragunow-Scharfschützengewehr                                                |
| PSH mit Ausrüstung zur Kern- u. chemische Aufklärung, z. B. automat. Kampfstoffanzeiger |
| Kräder MZ ES 250, später TS 250 A, ETZ 250 A                                            |
| wie 3. Gruppe                                                                           |

| 1. Funkgruppe      |
| 2. Fernmeldegruppe |

| PSH K-2 mit erweiterter Funkausrüstung R-1125, UAZ-469B Funkstelle R-1125 |
| Nachrichtenzentrale (Draht), Robur LO 2002 Fernmeldebaufahrzeug           |

| 1. GF Minenlegegruppe |
| 2. GF                 |
| 3. GF                 |

| Minenleger MLG-60M, gezogen vom SPW BTR-152     |
| Wasseraufbereitung, Motortrenn- u. -kettensägen |
| Sturm- und Schlauchboote                        |